# Miss São Paulo 2015
Miss São Paulo 2015 foi a 60.ª edição do tradicional concurso de beleza feminina do Estado que teve como intuito selecionar dentre várias candidatas, a melhor, para que esta pudesse representar sua cultura e beleza no certame de Miss Brasil 2015. O evento é coordenado pela Floresta Produções sob a supervisão da Band e Enter, empresas detentoras da etapa nacional. Dentre várias seletivas municipais, foram escolhidas definitivamente 30 candidatas que seguiram em busca do título que pertencia à ribeirão-pretense Fernanda Leme. O local do concurso foi novamente o complexo do Anhembi, com apresentação da experiente Renata Fan e da performance ao vivo da cantora Laís.

## Resultados

### Colocações
| Posição                 | Município e Candidata |
| Miss São Paulo          | - Ribeirão Preto - Jéssica Vilela |
| 2º. Lugar               | - Vinhedo - Gabriele Marinho |
| 3º. Lugar               | - Rio Claro - Beatriz Patrony |
| Finalistas              | - Americana - Nathália Silvestrini - Campinas - Carolina Bernardi                                                                                         |
| (TOP 10) Semifinalistas | - Cabreúva - Franciele Batista - Indaiatuba - Ester Coutinho - Jaboticabal - Mayrane Barbosa - Piracicaba - Bruna Zanardo - Santo André - Stefany Sales   |
| (TOP 15) Semifinalistas | - Rancharia - Daniele Arruda - São Caetano - Alessandra Licursi - São Carlos - Camila Chagas - São Paulo - Jaqueline Ciocci - Sumaré - Greicy Kelly Nobre |

### Prêmios Especiais
- A miss eleita pelo voto popular integra automaticamente o Top 15.

| Colocação         | Candidata                     |
| Miss Simpatia     | - Santo André - Stefany Sales |
| Miss Voto Popular | - Rancharia - Daniele Arruda  |

### Ordem dos Anúncios
| 1. Americana 2. Santo André 3. São Paulo 4. Sumaré 5. Vinhedo 6. Cabreúva 7. Indaiatuba 8. Piracicaba 9. Rio Claro 10. São Caetano do Sul 11. São Carlos 12. Campinas 13. Jaboticabal 14. Ribeirão Preto 15. Rancharia | 1. Santo André 2. Indaiatuba 3. Jaboticabal 4. Ribeirão Preto 5. Americana 6. Vinhedo 7. Cabreúva 8. Piracicaba 9. Rio Claro 10. Campinas | 1. Vinhedo 2. Americana 3. Ribeirão Preto 4. Campinas 5. Rio Claro | 1. Ribeirão Preto 2. Rio Claro 3. Vinhedo |

## Resposta Final
Questionada pela diretora Mônica Salgado sobre o reconhecimento da mulher na sociedade, a vencedora respondeu:
| “ | Boa Noite à todos! Infelizmente não são todos que reconhecem o espaço que as mulheres ocupam hoje em dia. Mas eu acredito que nós somos fortes e nós vamos continuar ocupando o espaço que nós merecemos. Obrigada. | ” |

## Jurados

### Final
Estiveram presentes na final televisionada: 
1. Cozete Gomes, empresária;
2. Danilo Borges, fotógrafo;
3. Drº. Frederico Hori, dentista;
4. Drª. Graciele Tombini, médica endocrinologista;
5. Gabriela Pugliesi, blogueira fitness;
6. Jacqueline Meirelles, designer e Miss Brasil 1987;
7. Marcos Proença, cabeleireiro;
8. Mônica Salgado, diretora de redação do Glamour;
9. Pedro Muraro, designer de jóias;
10. Rafael Cortez, apresentador do CQC;
11. Wilson Poit, Secretário de Turismo de São Paulo;

### Técnico
Avaliaram a estética das candidatas antes da final: 
1. Dani Bassit, assessora de imprensa;
2. Gabriela Fagliari, diretora de planejamento da Enter;
3. Thiago Setra, personal stylist.

## Programação Musical
Durante as etapas do concurso, algumas músicas são tocadas de fundo: 
- Abertura: Uptown Funk de Mark Ronson & Bruno Mars.
- Desfile de Gala: Rather Be de Clean Bandit.
- Desfile de Biquíni: Shake It Off de Taylor Swift.
- Desfile de Maiô: Samba de Bênção de Sérgio Mendes & Marcelo D2.
- Música Especial: Eu Só Queria Te Amar por Laís (Ao vivo).
- Final Look: Sugar de Maroon 5.
- Despedida: Love Never Felt So Good de Michael Jackson.

## Candidatas
Todas as aspirantes ao título estadual desse ano: 
| - Americana - Nathalia Silvestrini - Amparo - Gabriela Burgos - Araras - Letícia Nardes - Artur Nogueira - Jenifer Gomes - Barueri - Daniella Figueiredo - Bebedouro - Michelli Galvão - Cabreúva - Franciele Batista - Campinas - Ana Carolina Bernardi - Conchal - Lorena Tognolli - Franca - Giovanna Poppi - Guarulhos - Marina Alves - Ilhabela - Denise Prado - Indaiatuba - Ester Coutinho - Jaboticabal - Mayrane Barbosa - Marília - Isabela Tozato | - Olímpia - Camila Coutinho - Piracicaba - Bruna Zanardo - Presidente Prudente - Natasha Holzhäusen - Rancharia - Daniele Arruda - Ribeirão Preto - Jéssica Voltolini - Rio Claro - Beatriz Patrony - Santana de Parnaíba - Marcella Delagatti - Santo André - Stefany Sales - São Bernardo do Campo - Gizela Bacelar - São Caetano do Sul - Alessandra Licursi - São Carlos - Camila Chagas - São Paulo - Jaqueline Ciocci - Sumaré - Greicy Kelly Nobre - Taubaté - Simone Alvarenga - Vinhedo - Gabriele Marinho |

## Dados das Candidatas
| - Americana: Nathalia Silvestrini Martins de 23 anos e 1.78m de altura já foi backing vocal de um dos cantores hispânicos mais famosos do mundo, Julio Iglesias. Apesar da experiência, ela diz não ter vontade de ser cantora. - Amparo: Sem comer a famosa mistura brasileira de arroz e feijão há dois anos, Gabriela Burgos Santana de 22 anos mantém seus 1.78m de altura com exercícios físicos e dieta balançeada. Ela tem 14,8% de gordura corporal e gostaria de chegar a 12%. - Araras: Acadêmica de Psicologia e atualmente modelo de cátalogo, Leticia Gabriela Tofolo Nardes tem 1.78m de altura com 21 anos. Letícia sofreu bullying durante a época de escola por ser magra e alta demais para sua idade. - Artur Nogueira: Amante de esportes, Jenifer Gomes Ribeiro, 22 anos e 1.74m, é técnica em construção civil e pratica wake board há dois anos. Ex-atleta de Ginástica Rítmica, a morena já teve a oportunidade de treinar durante três meses com o Cirque du Soleil. - Bebedouro: Michelli de Fatima Galvão é estudante de Enfermagem e realiza trabalhos como modelo. Desde a adolescência enfrentou problemas com sua altura, que era alto para sua idade e a magreza excessiva. Diz que já sofreu bullying. - Barueri: Paulistana de Jardim Paulista, Daniella Figueiredo da Silva tem 22 anos. Manequim profissional, a jovem é cobiçada por diversas redes de Fast Fashion a marcas da SP Fashion Week. Para alcançar os atuais 85-62-95 precisou perder 6kg. - Campinas: Terceira colocada no concurso Miss Campinas de 2014, Ana Carolina Bernardi Valadares tem 19 anos e 1.73m de altura. A modelo e estudante é uma das trinta candidatas que passaram na seletiva para a disputa da coroa. - Conchal: Formada em Estética e Cosmetologia, Lorena Tognolli de 24 anos é empresária de sucesso no ramo de acessórios, vendendo seus artigos fabricados por ela própria para vários cantos do País. A ideia surgiu quando tinha 15 anos. - Franca: Giovanna Poppi Felício tem 18 anos e 1.78m de altura. Apesar de já ter disputado partidas de vôlei com a candidata de Presidente, o esporte já não faz mais parte de seu dia, para que pudesse focar nos estudos e ser aprovada no vestibular. | - Guarulhos: Persistente, a gastrônoma Marina Alves de 23 anos e 1.77m de altura só venceu a disputa estadual do seu município na terceira tentativa. Na disputa de 2012 ficou em 3º. Lugar, já na de 2013, conquistou o 2º. Lugar, até a vitória, em 2014, válido para 2015. - Ilhabela: A velejadora Denise Cristina Souza Prado tem 24 anos e 1.68m de altura. Desde a infância, ela pratica o esporte náutico ao lado da irmã mais velha, motivada pelo pai. É acadêmica de Direito e trabalha como corretora de seguros. - Indaiatuba: Embaixadora da caminhada contra os maus-tratos a animais de Indaiatuba, Ester Sabrina Coutinho tem 24 anos com 1.82m de altura. Nascida em Santo André, a estudante de psicologia venceu o concurso municipal e segue rumo à coroa estadual. - Jaboticabal: Mayrane Barbosa Souza tem 20 anos com 1.82m de altura. Ela desistiu de modelar nos EUA para seguir rumo à disputa, logo após a seletiva realizada no mês de Maio. Inspirada na irmã que também é modelo, Mayrane foi eleita por concurso municipal acirrado. - Marília: Estudante de Odontologia, Isabela Tozato de Oliveira Lima tem 19 anos e 1.74m de altura. Seguindo os passos do Pai, que também é dentista, a estudante é conhecida por sua semelhança com Renata Fan, apresentadora e jornalista. - Olímpia: Modelo profissional, a olimpiense Camila Pouso Coutinho tem 25 anos e 1.70m. Fazendo campanhas e trabalhos como modelo, já visitou países asiáticos como China, Malásia, Singapura e Tailândia, além do México. - Piracicaba: Modelo profissional e ex-jogadora de Vôlei e Tênis, Bruna Zanardo tem 23 anos e 1.80m de estatura. A bela piracicabana sofreu um acidente de carro e descobriu que o pai tem um câncer. Apesar das dificuldades, a morena optou por disputar o título. - Presidente Prudente: Natasha Gallinari Holzhausen tem 20 anos e 1.83m de altura. Divide seu tempo entre os trabalhos de modelo e de jogadora profissional de vôlei do time da sua cidade-natal.Desbancou outras 19 candidatas em busca do título municipal. - Rancharia: Daniele Aparecida Gonçalves Arruda tem apenas 18 anos com 1.69m de altura. É modelo, pretende cursar Medicina e se formar como neurocirurgiã. Encontrou dificuldades para chegar as seletivas municipal e estadual, na primeira, perdeu o avô. | - Ribeirão Preto: Filha da Miss Ribeirão Preto 1991, Jéssica Voltolini Vilela tem 21 anos e 1.82 m de estatura. Vitoriosa de seu concurso municipal acirrado, ela trabalha como modelo desde os 14 anos e morou durante quase um ano na China. - Rio Claro: Mineira de Uberlândia e pós-graduada em Medicina Veterinária, Beatriz Loesch Patrony é apaixonada por animais e tem curiosamente, uma calopsita. No alto de seus 1.74m de altura e 24 anos, a representante de Rio Claro pretende abrir uma clínica. - Santana de Parnaíba: No alto de seus 1.70m de altura com 20 anos, a modelo Marcella Delagatti Bento quer ser atriz no futuro e tem um namoro atribulado - e à distância - com o meia da União da Madeira, o jogador Ayrton Pinheiro Victor. - Santo André: Stefany Waleska Rodrigues Sales tem 23 anos com 1.75m de altura, a bela já chegou a pesar 23kg a mais do que o seu peso atual, que é de 56kg. Não satisfeita com o 2º. Lugar no Miss ABCD de 2013, voltou e conquistou a coroa, mais magra. - São Bernardo do Campo: Gizela Bacelar Macedo de 23 anos tem exemplo de superação na vida, quando tinha 10 anos de idade ficou internada por suspeita de Leucemia, que acabou sendo diagnostica como Plaquetopenia, que foi curável com a retirada do baço. - São Caetano do Sul: Com 24 anos e 1.77m de estatura, Alessandra Licursi Ferreira está no último semestre da faculdade de Moda e tenta conciliar seus estudos com as obrigações do título. A representante de São Caetano do Sul organizará um desile barroco em Junho. - São Paulo: A representante da capital, Jaqueline Santana Zoumbounelos Ciocci tem 20 anos e 1.78m de altura. Dançarina do ventre e professora de Balé na academia da mãe, que já foi bailarina, Jaque arrisca na postura para conquistar o título. - Taubaté: Sempre muito religiosa, Simone Aparecida de Alvarenga tem 24 anos e 1.72m de altura. A bela morena já pensou em ser freira devido à tanta religiosidade e ostentou a ideia durante os 7 aos 15 anos de idade, quando era coroinha. - Vinhedo: Alagoana de Maceió, Gabriele Marinho Barbosa tem 21 anos e 1.71m de altura. A bela revela que já participou de um clipe do cantor latino-americano Ricky Martin, gravado no Rio de Janeiro durante a Copa do Mundo da Fifa de 2014. |

## Crossovers
Candidatas que já possuem um histórico de participação em concursos:
| Miss Campinas - 2014: Olímpia - Camila Coutinho (2º. Lugar) - (Representando um bairro da cidade) Miss São Paulo Capital - 2014: São Caetano do Sul - Alessandra Licursi (Top 10) - (Representando o bairro de Alto de Pinheiros) Miss São Paulo - 2009: Americana - Nathalia Silvestrini (Top 12) - (Representando o município de Americana) Miss Minas Gerais - 2014: Rio Claro - Beatriz Patrony (Top 15) - (Representando o município de Uberlândia) Miss Teen Mundo - 2012: Vinhedo - Gabriele Marinho (Vencedora) - (Representou o Brasil em Houston, Texas - EUA) | Miss Mundo Brasil - 2013: Vinhedo - Gabriele Marinho (Top 06) - (Representando o Estado do Rio de Janeiro) - 2014: Sumaré - Greicy Kelly Nobre (Top 21) - (Representando o município de Ilhabela) - 2017: Rancharia - Daniele Arruda - (Representando o Estado de São Paulo) Miss Terra Brasil - 2013: Americana - Nathalia Silvestrini (Top 08) - (Representando o Parque Ecológico de Americana) Miss Grand Brasil - 2014: Olímpia - Camila Coutinho (2º. Lugar) - (Representando o Estado do Rio de Janeiro) Miss Regional - 2012: Rancharia - Daniele Arruda (Vencedora) - (Representando a cidade de Rancharia) Gata do Paulistão - 2013: Jaboticabal - Mayrane Barbosa - (Representando o Oeste Futebol Clube) |